# Morgenthaler
Morgenthaler ist ein Familienname aus dem deutschsprachigen Raum.

## Herkunft
Der Familienname Morgenthaler entstand wahrscheinlich aus der Beschreibung des Herkunftsorts von Personen, wobei das th aus der alten Schreibweise des Wortes Tal erhalten blieb. Berücksichtigt man die Verbreitung des Namens in Europa und weltweit sowie die Schweizer Orte, in denen Personen mit Familiennamen Morgenthaler ihren Heimatort haben, so kann auf eine Namensentstehung in der Schweiz (Regionen Emmental, Oberaargau, Aargau) oder im süddeutschen Rheinland geschlossen werden.

## Verbreitung
Der Name ist hauptsächlich in der Schweiz (mit einer Häufung in den Kantonen Bern und Aargau) und in Deutschland (mit einer Häufung im süddeutschen Rheinland) verbreitet; durch Auswanderung auch in Frankreich, in den USA und in weiteren Ländern.

## Varianten
- Mergenthaler
- Murgenthaler
- Morgenthal
- Morgentaler

## Namensträger
- Anders Morgenthaler, dänischer Cartoonist und Filmemacher
- Andrea Morgenthaler (* 1957), deutsche Regisseurin und Drehbuchautorin
- Bernhard Morgenthaler (* 1987), österreichischer Fußballspieler
- Christoph Morgenthaler (* 1946), Schweizer reformierter Theologe, Psychologe und Hochschullehrer
- Clemens Morgenthaler (* 1973), deutscher Bassbariton
- Ernst Morgenthaler (1887–1962), Schweizer Kunstmaler, Ehemann von Sasha Morgenthaler
- Fritz Morgenthaler (Fabrikant) (?–1938), Schweizer Billardfabrikant
- Fritz Morgenthaler (1919–1984), Schweizer Arzt, Psychoanalytiker, Ethnologe und Künstler
- Gerd Morgenthaler (* 1962), deutscher Rechtswissenschaftler
- Hans Morgenthaler (1890–1928), Schweizer Dichter
- Hans Morgenthaler (Politiker) (1916–1993), Schweizer Politiker (BGB)
- Hans Morgenthaler (Schriftsteller) (* 1944), deutscher Schriftsteller
- Jürg Morgenthaler (* 1953), Schweizer Jazzmusiker
- Laura Morgenthaler García (* 1979), deutsche Literaturwissenschaftlerin
- Max Morgenthaler (1901–1980), Lebensmittelchemiker, entwickelte mit seinem Forscherteam für Nestlé wasserlöslichen Instantkaffee
- Niklaus Morgenthaler (1853–1928), Schweizer Ingenieur und Politiker
- Otto Morgenthaler (1886–1973), Schweizer Bienenforscher
- Patricia Morgenthaler (* 1972), deutsche Designerin und Sachbuchautorin
- Robert Morgenthaler (Handballspieler) (1918–2010), Schweizer Handballspieler
- Robert Morgenthaler (* 1952), Schweizer Jazzmusiker
- Rudolf Morgenthaler (1916–1986), Schweizer Handballspieler
- Sasha Morgenthaler (1893–1975), Grafikerin, Malerin, Schöpferin der Sasha-Puppen
- Walter Morgenthaler (1882–1965), Schweizer Psychiater
- Wendelin Morgenthaler (1888–1963), deutscher Politiker (CDU)
- Reto Morgenthaler (* 1966), Schweizer Psychologe